# Robin Benzing
Pour les articles homonymes, voir Benzing.
Robin Benzing, né le 25 janvier 1989 à Seeheim-Jugenheim, en Allemagne, est un joueur allemand de basket-ball, évoluant aux postes d'ailier et d'ailier fort.